# Ustava Severne Makedonije
Ustava Republike Severne Makedonije je kodificirana ustava, ki opisuje sistem vlade Severne Makedonije in osnovne človekove pravice. Ustava je bila sprejeta v Parlamentu takratne Republike Makedonije 17. novembra 1991.       
Leta 2001 je bilo objavljeno, da je država v okviru Ohridskega sporazuma sprejela amandmaje k svoji ustavi, ki so vključevali 15 temeljnih amandmajev in so podelili pravice etničnemu albanskemu prebivalstvu v državi. 
Leta 2018 se je vlada strinjala s Prespanskim sporazumom z Grčijo, po katerem bi se ustavno ime države spremenilo iz "Republika Makedonija" v "Republika Severna Makedonija" v zameno za zagotovila, da Grčija ne bo več nasprotovala Severni Makedoniji. Po podpisu sporazuma in nezavezujočem referendumu je makedonski parlament 3. decembra 2018 potrdil osnutek ustavne spremembe. Dne 11. januarja 2019 je parlament potrdil končno različico novele, ki je bila naslednji dan objavljena v Uradnem listu, s čimer je novela postala veljavna. 